# Powiat Zlin
Powiat Zlin (czes. Okres Zlín) – powiat w Czechach, w kraju zlińskim.
Jego siedziba znajduje się w mieście Zlin. Powierzchnia powiatu wynosi 1 030,2 km², zamieszkuje go 193 846 osób (gęstość zaludnienia wynosi 188,20 mieszkańców na 1 km²). Powiat ten liczy 89 miejscowości, w tym 10 miast.
Od 1 stycznia 2003 powiaty nie są już jednostką podziału administracyjnego Czech. Podział na powiaty zachowały jednak sądy, policja i niektóre inne urzędy państwowe. Został on również zachowany dla celów statystycznych.

## Struktura powierzchni
Według danych z 31 grudnia 2003 powiat ma obszar 1 030,2 km², w tym:
- użytki rolne - 46,23%, w tym 55,85% gruntów ornych
- inne - 53,77%, w tym 78,55% lasów
- liczba gospodarstw rolnych: 833

## Demografia
Dane z 31 grudnia 2003:
| Opis        | Ogółem  | Kobiety       | Mężczyźni     |
| ----------- | ------- | ------------- | ------------- |
| populacja   | 193 846 | 99 787 51,48% | 94 059 48,52% |
| średni wiek | 39      | 41,25         | 37,89         |

- gęstość zaludnienia: 188,20 mieszk./km²
- 72,52% ludności powiatu mieszka w miastach.

## Zatrudnienie
| Mieszkańcy ze stałym zatrudnieniem | 62 587       |
| Średnia pensja miesięczna          | 15 379 koron |
| Bezrobotni                         | 9 923        |
| Stopa bezrobocia                   | 9,99%        |

## Szkolnictwo
W powiecie Zlin działają:
| Rodzaj szkoły                   | Liczba szkół |
| ------------------------------- | ------------ |
| Przedszkola                     | 88           |
| Szkoły podstawowe               | 68           |
| Gimnazja                        | 5            |
| Szkoły średnie techniczne       | 14           |
| Szkoły średnie ogólnokształcące | 8            |
| Szkoły wyższe                   | 4            |

## Służba zdrowia
| Lekarze                               | 732 |
| Szpitale                              | 4   |
| Specjalistyczne ośrodki terapeutyczne | 1   |
| Gabinety dentystyczne                 | 113 |
| Apteki                                | 36  |